# Martin Ledvina
Martin Ledvina (* 4. června 1978, Česká Lípa) je český hudebník, skladatel a producent. Jako kytarista působil v kapele Druhá tráva, později se začal věnovat činnosti hudebního producenta. Alba produkoval například Mandrage, Anetě Langerové, Debbi, Davidu Stypkovi, nebo kapele Jelen.

## Hudební kariera
Od roku 1997 působil v bluegrassové skupině Druhá tráva, v roce 2003 začal spoupracovat s Lenkou Dusilovou, načež v témže roce Druhou trávu opustil. Posléze se začal věnovat předně hudební produkci, kdy mezi jeho první produkované kapely patřila plzeňská skupina Mandrage.

## Diskografie
| Rok vydání | Interpret                    | Název alba                    | Vydavatel           | Kredit                  |
| ---------- | ---------------------------- | ----------------------------- | ------------------- | ----------------------- |
| 2022       | Tereza Balonová              | 24:00                         | Singlton/Universal  | producent               |
| 2021       | David Stypka                 | Dýchej                        | Singlton/Universal  | producent               |
| 2021       | Jelen                        | Věci a sny                    | Singlton/Universal  | producent, spoluautor   |
| 2019       | Ewa Farna                    | Ta o nás                      | Universal           | producent singlu        |
| 2019       | Tereza Balonová              | Zhasni den (EP)               | Singlton/Universal  | producent               |
| 2019       | Voxel                        | Nanovo                        | Warner Music        | producent 4 písní       |
| 2019       | Mirai                        | Od vody                       | Universal           | producent singlu        |
| 2019       | Mirai                        | Anděl                         | Universal           | producent singlu        |
| 2019       | Jelen                        | Půlnoční vlak Michala Tučného | Singlton/Universal  | producent               |
| 2017       | David Stypka                 | neboj.                        | Singlton/Universal  | producent               |
| 2017       | Jelen                        | Živě v Lucerně                | Singlton/Universal  | producent               |
| 2016       | David Stypka                 | Jericho (EP)                  | Singlton/Universal  | producent               |
| 2016       | Jelen                        | Vlčí srdce                    | Singlton/Universal  | producent, spoluautor   |
| 2015       | Kateřina Marie Tichá         | Otazníky                      | Singlton/Universal  | producent               |
| 2014       | Lipo                         | O duši                        | Singlton/Universal  | producent               |
| 2014       | Jelen                        | Světlo ve tmě                 | Singlton/Universal  | producent, spoluautor   |
| 2014       | Debbi                        | G2 Acoustic Stage             | Universal           | producent, spoluautor   |
| 2013       | Lenny                        | All My Love (EP)              | Universal           | producent singlu        |
| 2013       | Jelen                        | Magdaléna (EP)                | Universal           | producent, spoluautor   |
| 2013       | Debbi                        | Love, Logic & Will            | Sony Music          | producent, spoluautor   |
| 2011       | Debbi                        | Touch the Sun                 | Sony Music          | producent, spoluautor   |
| 2010       | Jananas                      | Jananas                       | Indies              | producent               |
| 2009       | Aneta Langerová              | Jsem                          | Sony Music          | producent, spoluautor   |
| 2009       | Marek Ztracený               | Pohledy do duše               | Sony Music          | producent               |
| 2009       | Tomáš Klus                   | Pocity (Singl)                | Sony Music          | producent singlu        |
| 2008       | Marek Ztracený               | Ztrácíš                       | Sony Music          | producent               |
| 2007       | Garcia                       | Woven Waves                   | Supraphon           | producent               |
| 2007       | Mandrage                     | Přišli jsme si pro vaše děti  | Universal           | producent, spoluautor   |
| 2005       | Jarret                       | Vztahem zapni                 | Indies              | producent               |
| 2005       | Lenka Dusilová               | Mezi světy                    | Universal           | koproducent, spoluautor |
| 2003       | Lenka Dusilová               | Unearthed                     | Playing Filed (USA) | kytarista, koproducent  |
| 2002       | Lenka Dusilová               | Spatřit světlo světa          | Universal           | kytarista               |
| 2002       | Robert Křesťan               | 1775 básní Emily Dickinsonové | Universal           | kytarista               |
| 2001       | Robert Křesťan & Druhá Tráva | Best & Last                   | Polygram            | kytarista               |
| 1999       | Druhá Tráva & Peter Rowan    | New Freedom Bell              | Compass             | kytarista               |
| 1999       | Robert Křesťan & Druhá Tráva | Czechmate                     | Compass             | kytarista               |
| 1997       | Robert Křesťan & Druhá Tráva | Pohlednice                    | Polygram            | kytarista               |
| 1996       | Luboš Malina                 | Piece of Cake                 | Compass             | kytarista               |

## Ocenění
Ocenění děl a umělců v době, kdy s nimi Martin Ledvina spolupracoval.
| Rok  | Interpret       | Ceny         | Kategorie             | Album/píseň   |
| ---- | --------------- | ------------ | --------------------- | ------------- |
| 2022 | David Stypka    | Ceny Anděl   | album roku            | Dýchej        |
| 2022 | David Stypka    | Ceny Anděl   | skladba roku          | Farmářům      |
| 2022 | David Stypka    | Ceny Anděl   | sólový interpret roku | Dýchej        |
| 2017 | David Stypka    | Ceny Anděl   | sólový interpret roku | neboj.        |
| 2016 | Jelen           | Ceny Anděl   | skupina roku          | Vlčí srdce    |
| 2014 | Jelen           | Ceny Anděl   | objev roku            | Světlo ve tmě |
| 2013 | Lenny           | Ceny Anděl   | objev roku            | All My Love   |
| 2009 | Aneta Lengerová | Ceny Anděl   | píseň roku            | V bezvětří    |
| 2008 | Marek Ztracený  | Český slavík | objev roku            | Ztrácíš       |
| 2005 | Lenka Dusilová  | Ceny Anděl   | zpěvačka roku         | Mezi světy    |
| 2005 | Lenka Dusilová  | Ceny Anděl   | album roku            | Mezi světy    |

## Žebříčky
Umístění skladeb produkovaných Martinem Ledvinou v oficiálních hitparádách IFPI (Mezinárodní federace hudebního průmyslu).
| Skladba          | Interpret                | Rádio TOP100 Nejvyšší umístění | Rádio TOP100 Počet týdnů | Rádio TOPCZ50 Nejvyšší umístění | Rádio TOP CZ 50 Počet týdnů |
| ---------------- | ------------------------ | ------------------------------ | ------------------------ | ------------------------------- | --------------------------- |
| Někde kolem      | Jelen                    | 7                              | 36                       | 3                               | 37                          |
| Jediný, co chci  | Jelen                    | 3                              | 58                       | 2                               | 80                          |
| O lítání         | David Stypka & Bandjeez  | 21                             | 22                       | 7                               | 26                          |
| Farmářům         | David Stypka & Bandjeez  | 4                              | 42                       | 2                               | 43                          |
| Dobré ráno, milá | David Stypka & Ewa Farna | 6                              | 34                       | 3                               | 36                          |
| Spím v obilí     | Jelen                    | 81                             | 6                        | 18                              | 10                          |
| Mars a Venuše    | Jelen & Debbi            | 65                             | 6                        | 22                              | 6                           |
| Anděl            | Mirai                    | 2                              | 110                      | 1                               | 165                         |
| Klidná jako voda | Jelen                    | 35                             | 32                       | 6                               | 63                          |
| Co bylo dál      | Jelen & Jana Kirschner   | 4                              | 57                       | 1                               | 99                          |
| Magdaléna        | Jelen                    | 43                             | 32                       | 9                               | 82                          |
| Ztrácíš          | Marek Ztracený           | 5                              | 43                       | 1                               | 98                          |
| Pocity           | Tomáš Klus               | 6                              | 60                       | 2                               | 105                         |

## Filmová hudba
V roce 2009 skládá a nahrává hudbu k dokumentárnímu filmu Valdéz ráj velryb. Příležitostně přispívá k filmové tvorbě kolegů. Naplno se k filmové hudbě vrací v roce 2022, kdy navazuje na dřívější spolupráci s Janem P. Muchowem a společně dokončují hudbu ke dvoum televizním komediím pro Jiřího Vejdělka "Ledviny bez viny" a "S písní v tísni".

## Filmografie
| Rok  | Název filmu        | Režisér                  | Kredit                                               |
| ---- | ------------------ | ------------------------ | ---------------------------------------------------- |
| 2009 | Valdéz, ráj velryb | Saša Dlouhý, Roman Vávra | skladatel, hudebník, aranžér, nahrávka a mix hudby   |
| 2010 | Škola princů       | Roman Vávra              | mini role loupežníka                                 |
| 2022 | Ledviny bez viny   | Jiří Vejdělek            | spoluautor hudby, hudebník, aranžér, hudební režisér |
| 2022 | S písní v tísni    | Jiří Vejdělek            | spoluautor hudby, hudebník, aranžér, hudební režisér |